# 良公祠
良公祠位於重慶市萬州區長嶺鎮涼水村二組，文物遺址年代為清代，2009年12月15日列為第二批重慶市文物保護單位。